# Такка, Пьетро
Пьетро Такка (итал. Pietro Tacca; 16 сентября 1577, Каррара — 26 октября 1640, Флоренция) — итальянский скульптор и архитектор раннего барокко, ученик и последователь флорентийского скульптора-маньериста Джованни да Болонья. Представитель большой семьи флорентийских художников XVII—XIX веков.

## Семья скульпторов Такка
Сыном основателя семьи Пьетро Такка был Фердинандо Такка (1619—1686), который также работал во Флоренции скульптором, архитектором, бронзолитейщиком и театральным декоратором. Известны также Симоне Такка (ок. 1597—1649) — скульптор в Неаполе, и Джованни Такка (1803—1831) — скульптор, работавший в Неаполе по заказам испанских королей. Известны и другие художники по фамилии Такка, работавшие во многих городах Италии.

## Биография Пьетро Такка
Пьетро Такка родился в Карраре, городе каменщиков и скульпторов. В возрасте пятнадцати лет, с 1592 года работал в мастерской Джамболоньи. После смерти учителя в 1608 году Пьетро Такка унаследовал его мастерскую и дом в Борго Пинти, завершал его последние творения и в 1609 году сменил его в должности придворного скульптора великих герцогов Тосканы.
Все его основные работы выполнялись по заказам семьи Медичи. Прежде всего это завершение конного монумента великому герцогу тосканскому Фердинандо I Медичи, начатого Джованни да Болонья, на площади Сантиссима-Аннунциата (Santissima Annunziata) во Флоренции. Такка участвовал на всех этапах работы по созданию модели памятника и её отливки. Скульптура отлита из бронзы орудий берберийских и османских галер, захваченных воинами Ордена Святого Стефана, великим магистром которого был Фердинандо I Медичи.
На той же площади во Флоренции симметрично установлены два причудливых, сообразно эстетике маньеризма, бронзовых фонтана с тритонами, похожими на обезьянок (1629; фонтаны вначале предназначались для Ливорно).
Для Ливорно (западная Тоскана) Пьетро Такка выполнил скульптуры пленников у подножия памятника Фердинандо I Медичи: «Четыре мавра» (Quattro Mori, 1615—1624). Они изображают захваченных берберийских корсаров или османских пиратов. Мраморную статую герцога этого монумента создал Джованни Бандини. Скульптуры «четырёх мавров» были очень популярны. Их повторяли в миниатюре в бронзе и в керамике на мануфактуре Доччья (Ginori-Doccia) близ Флоренции.
Для Мадрида Такка завершил работу Джамболоньи: конный монумент Филиппа III (1616; в XIX веке перенесён на Пласа Майор). Для Парижа по приказу Марии Медичи он закончил ещё одно произведение Джамболоньи: конную скульптуру Генриха IV (торжественное открытие памятника состоялось 23 августа 1613 года). Монумент стоял посередине Пон-Нёф, но был разрушен в 1792 году во время революции, а позднее заменён новой скульптурой.
По возвращении во Флоренцию, Такка, скопировав эллинистическую мраморную скульптуру вепря, хранящуюся в галере Уффици, создал знаменитый фонтан «Порчеллино» (1630), который украсил недавно построенную Лоджию дель Меркато-Нуово. Флорентийцы насмешливо, но ласково прозвали это произведение «Поросёнок» (итал. Porcellino — поросёнок, но также — копилка: по обычаю ради удачи надо было положить вепрю монету в рот и при этом погладить ему нос). Скульптура в настоящее время заменена копией. Между 1626 и 1642 годами Пьетро Такка создал статуи великих герцогов Фердинанда I и Козимо II для соответствующих кенотафов в «капелле принцев» (Старой сакристии) во Флоренции.
Такка создал множество бронзовых изделий так называемой «мелкой пластики» и несколько Распятий для различных церквей, в этой работе ему помогал сын Фердинандо.
Последним крупным проектом скульптора была конная статуя короля Филиппа IV Испанского для сада дворца Буэн-Ретиро в Мадриде (теперь на площади Пласа-де-Ориенте): король, поднимающий на дыбы боевого коня — типичная композиция для искусства барокко (1634—1640). Она повторяет конные портреты Филиппа IV работы Рубенса и Веласкеса (копия картины одного из этих художников была отправлена во Флоренцию в качестве образца).
Устойчивость скульптуры коня, стоящего на двух задних ногах (третья опорная точка — хвост коня) была рассчитана Галилео Галилеем по образцу эскизов конной статуи Сфорца Леонардо да Винчи.
Французский король Людовик XIV обладал бронзовыми скульптурами из серии «Подвиги Геракла». Ранее считалось, что они выполнены Джамболоньей, теперь приписываются Пьетро Такка (1620-е; ныне в Лувре).
Пьетро Такка скончался в 1640 году, вскоре после того, как статуя Филиппа IV была отправлена в Мадрид, и был похоронен в базилике Сантиссима-Аннунциата во Флоренции.

## Галерея

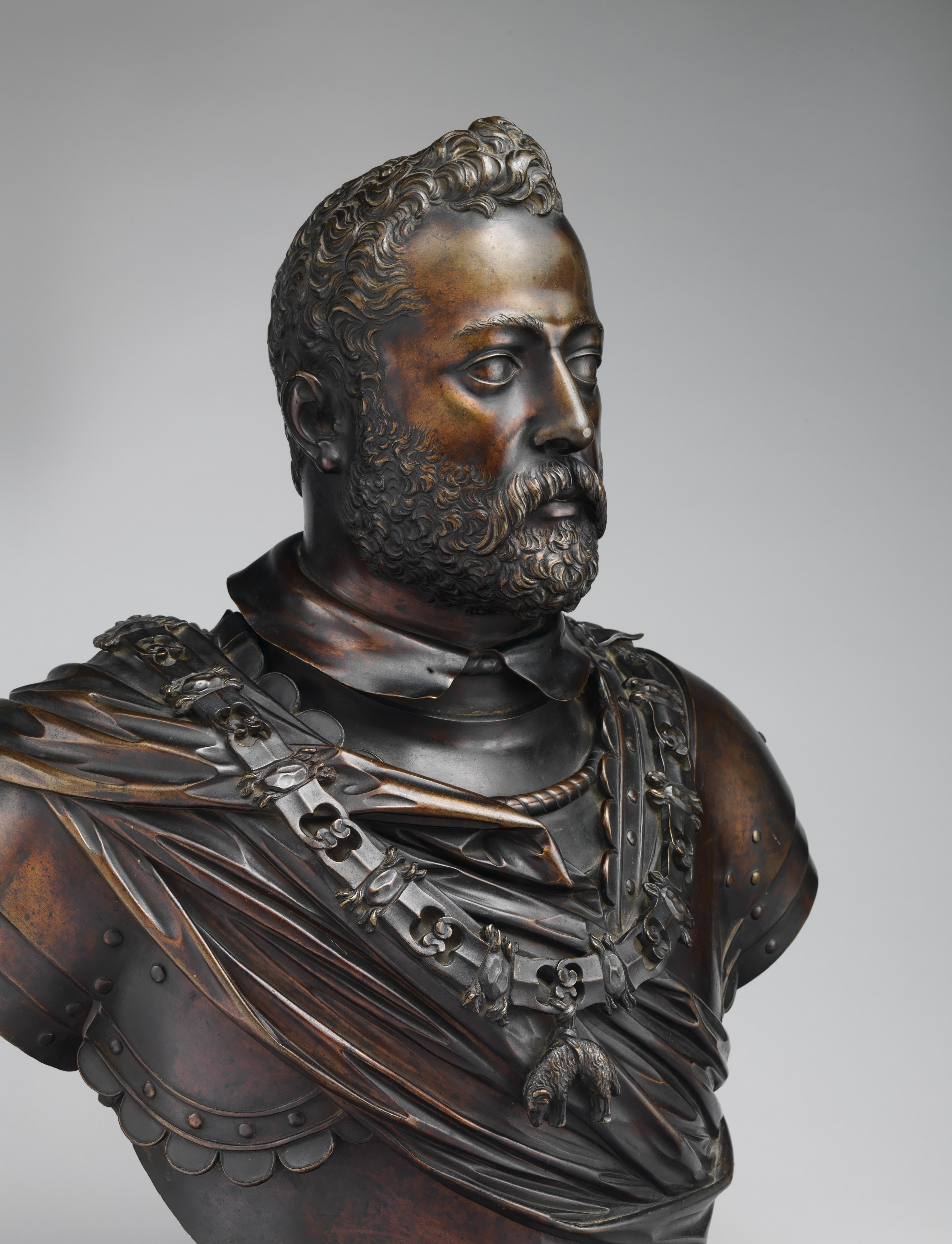
Франческо I Медичи, великий герцог Тосканы. 1585–1587. Отливка 1611. Бронза. Нью-Йорк, Музей Метрополитен
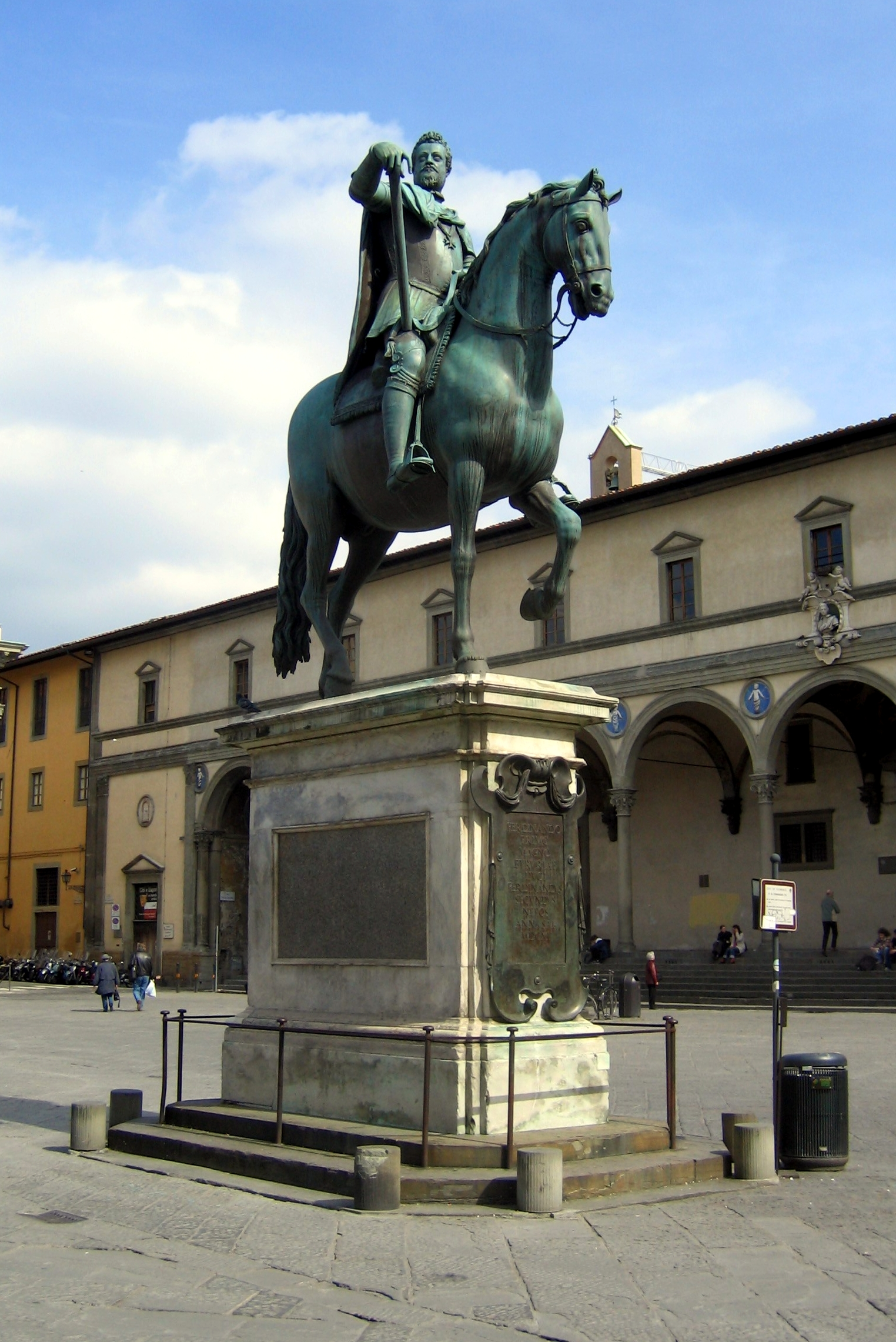
Джамболонья — П. Такка. Конная статуя Фердинандо I Медичи на площади Сантиссима Аннунциата во Флоренции
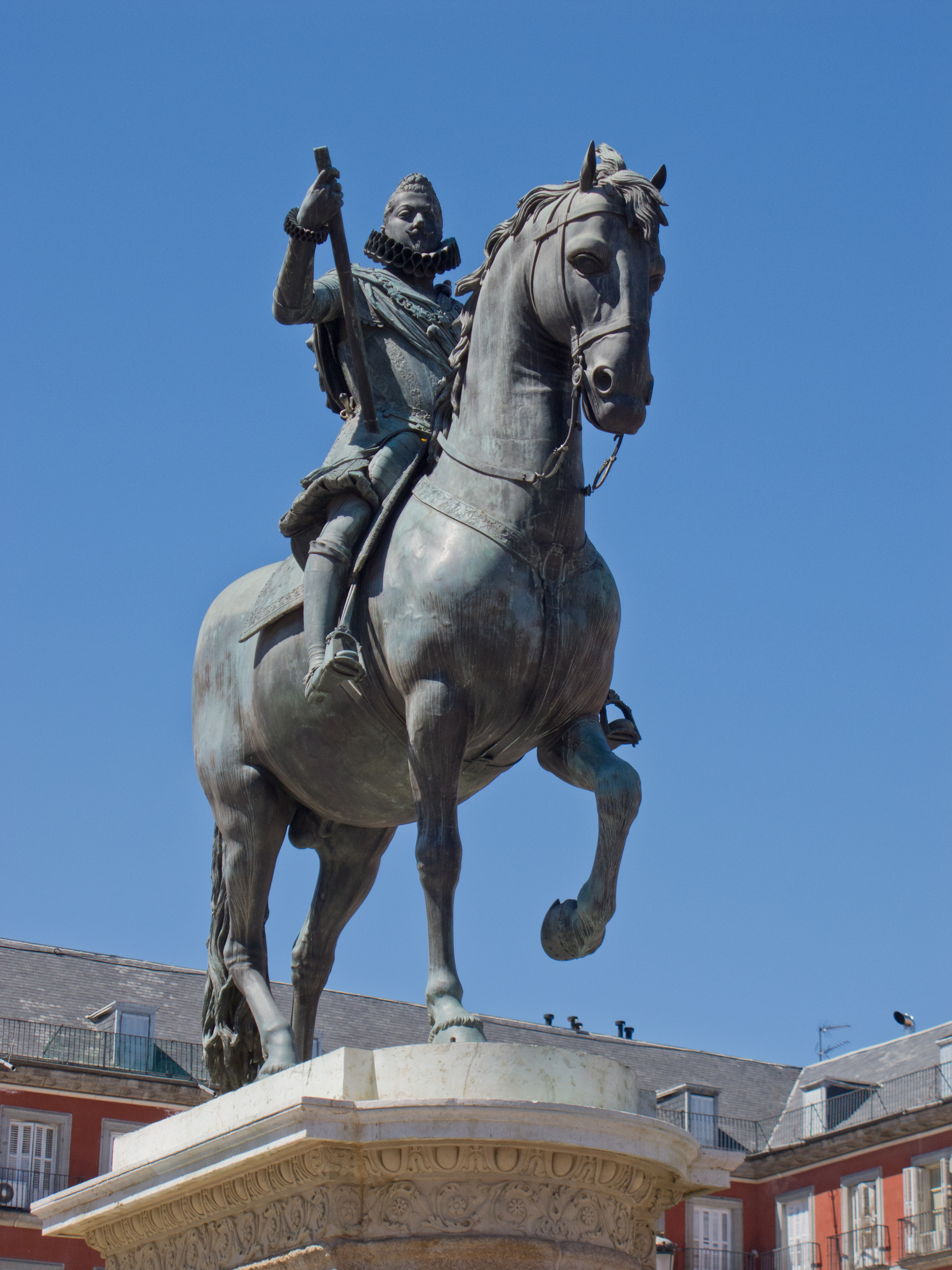
Памятник Филиппу III. Плаца Майор, Мадрид
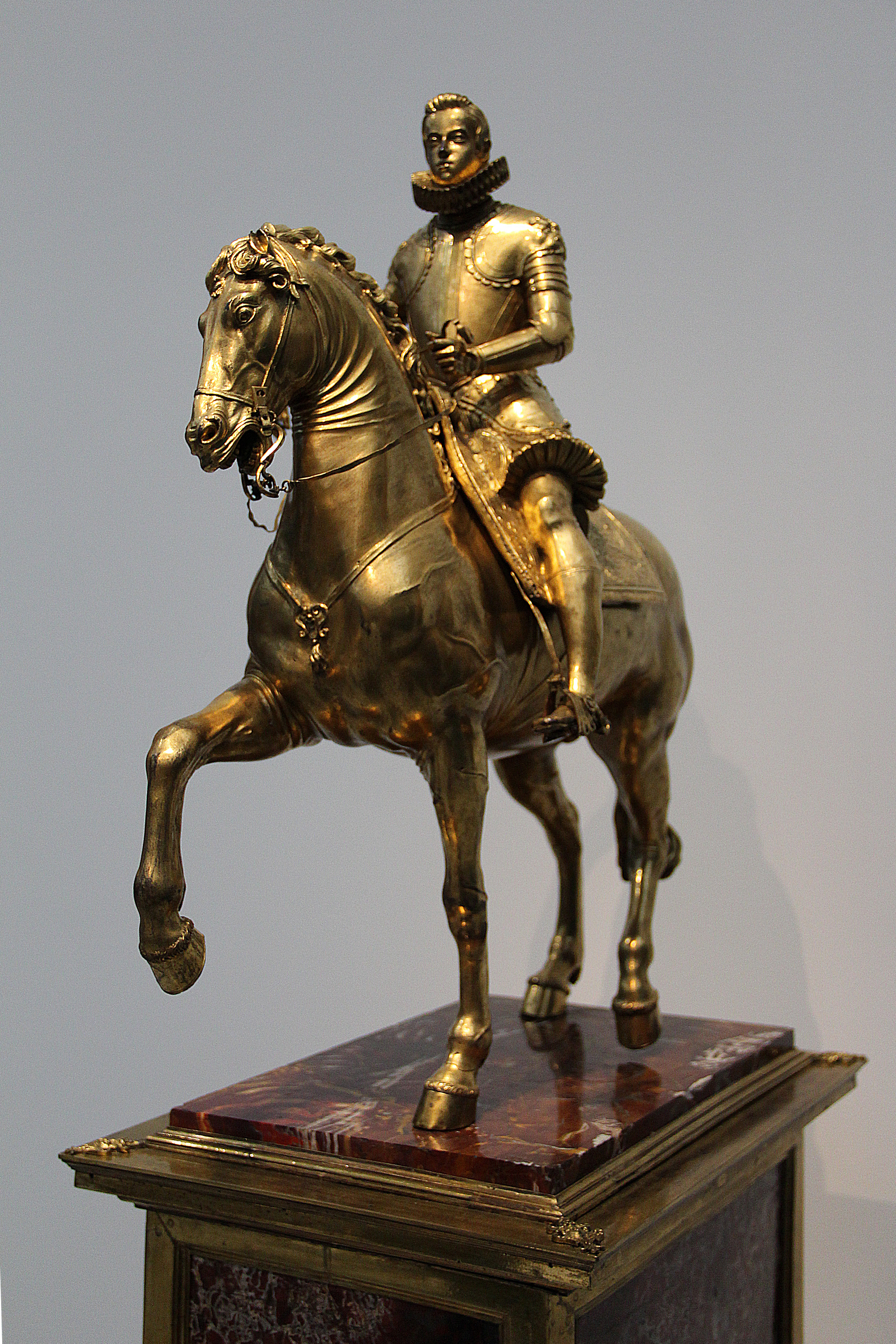
Модель конной статуи Филиппа IV Испанского. Бронза. Мадрид, Прадо
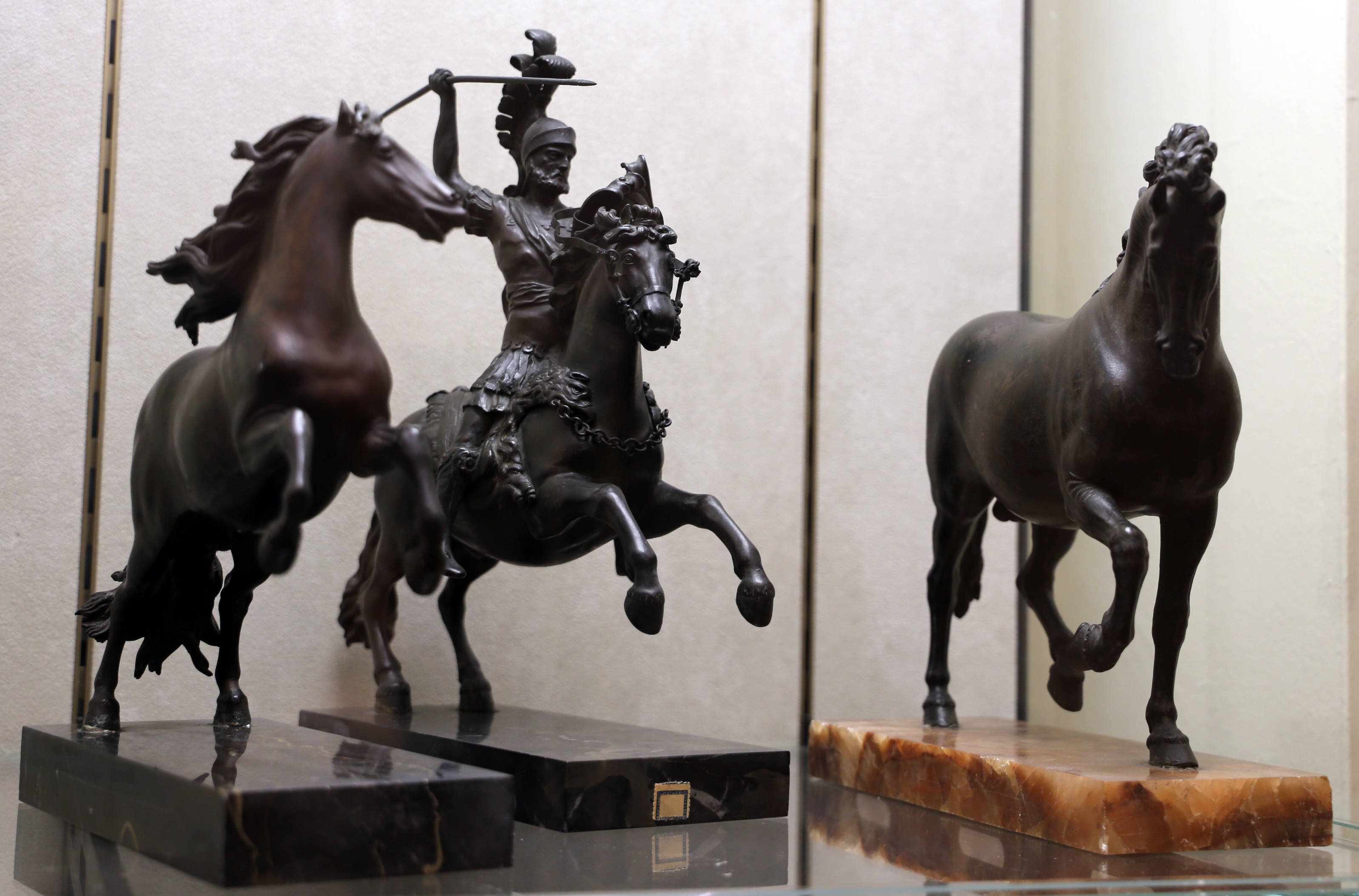
Мастерская Джамболоньи — П. Такка. Этюды. Бронза. 1600—1650. Модена, Музей
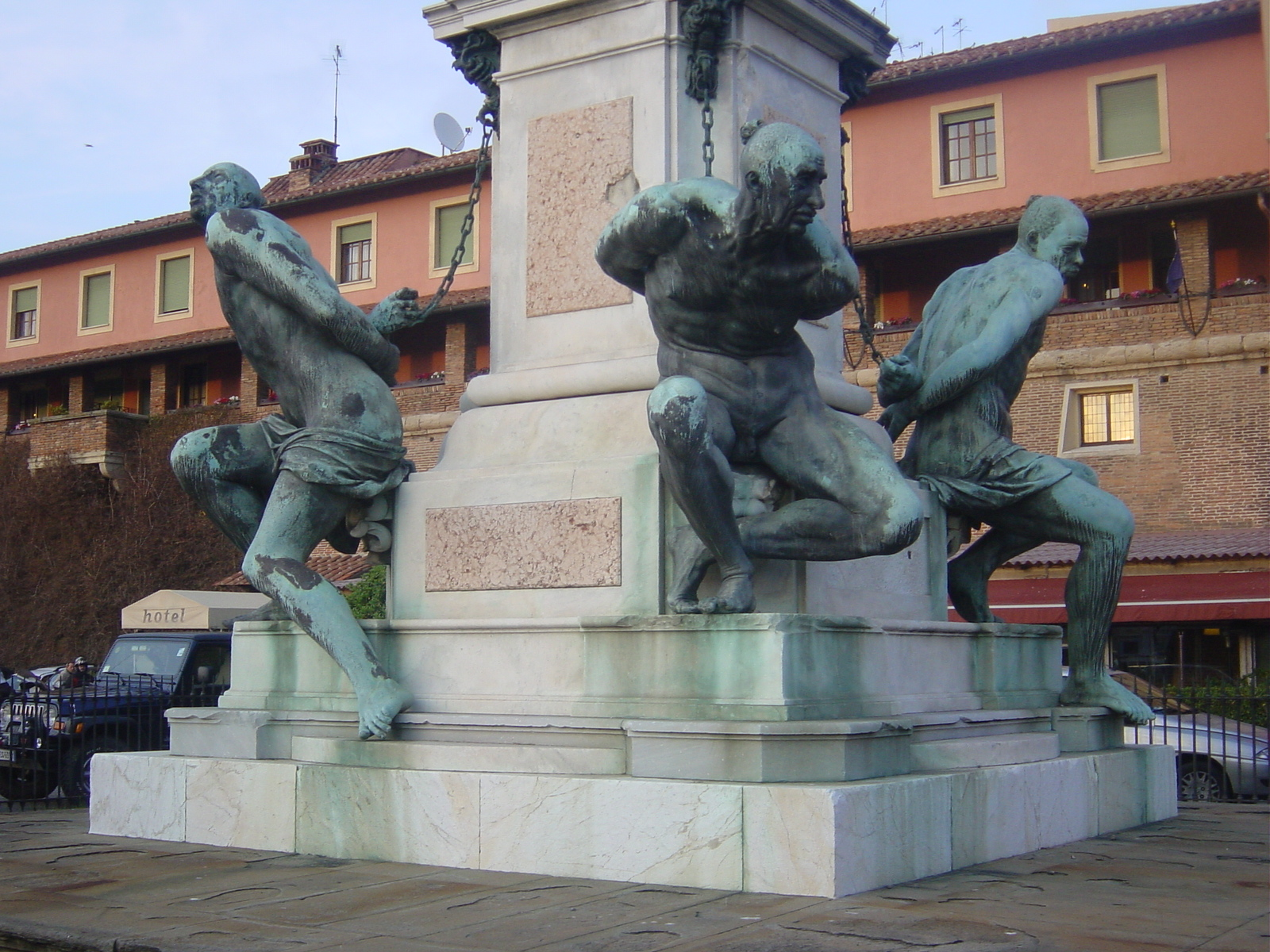
«Четыре мавра». Скульптуры постамента памятника Фердинандо I в Ливорно. 1615—1624
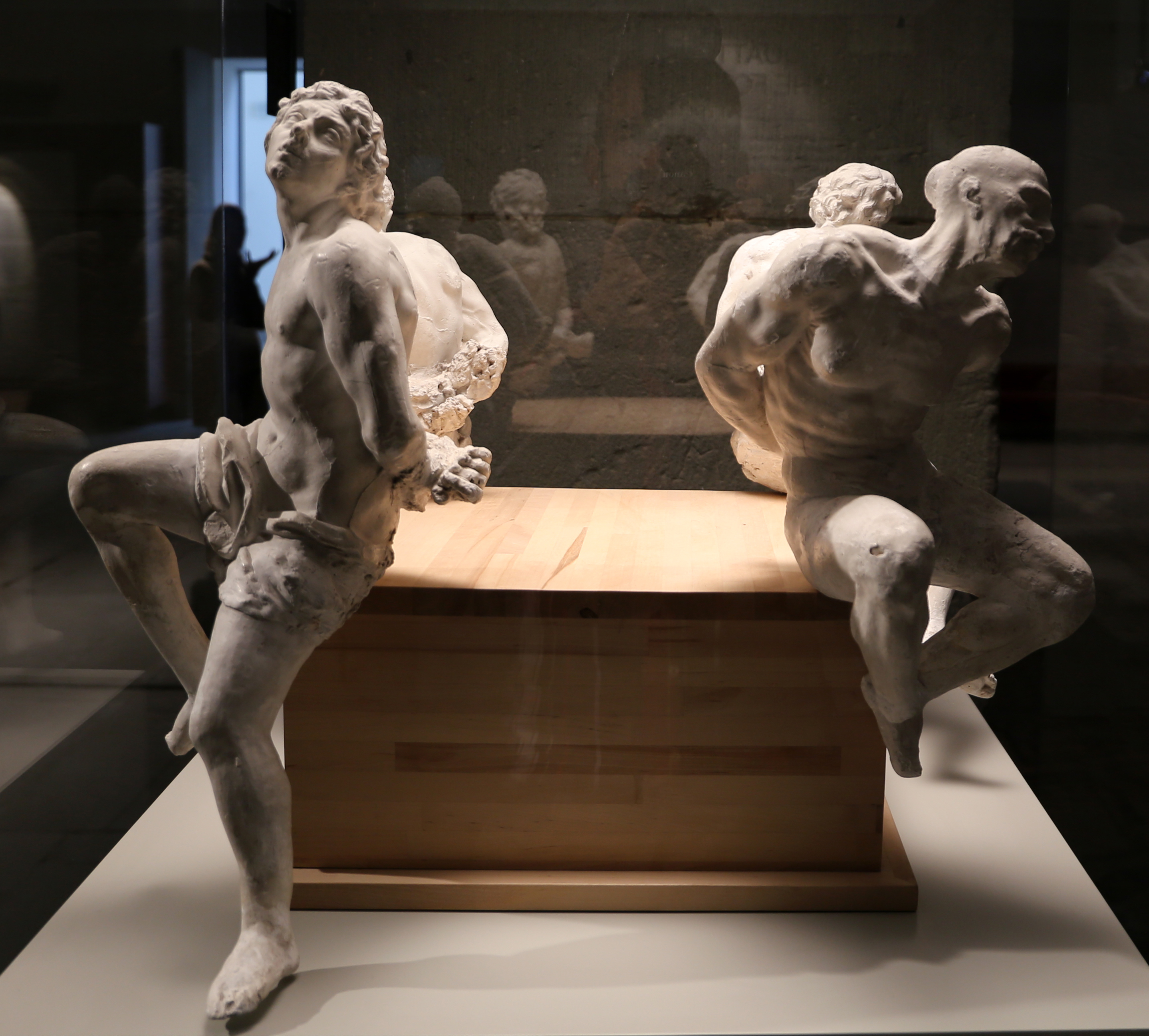
Модели четырёх мавров. Ливорно, Городской музей
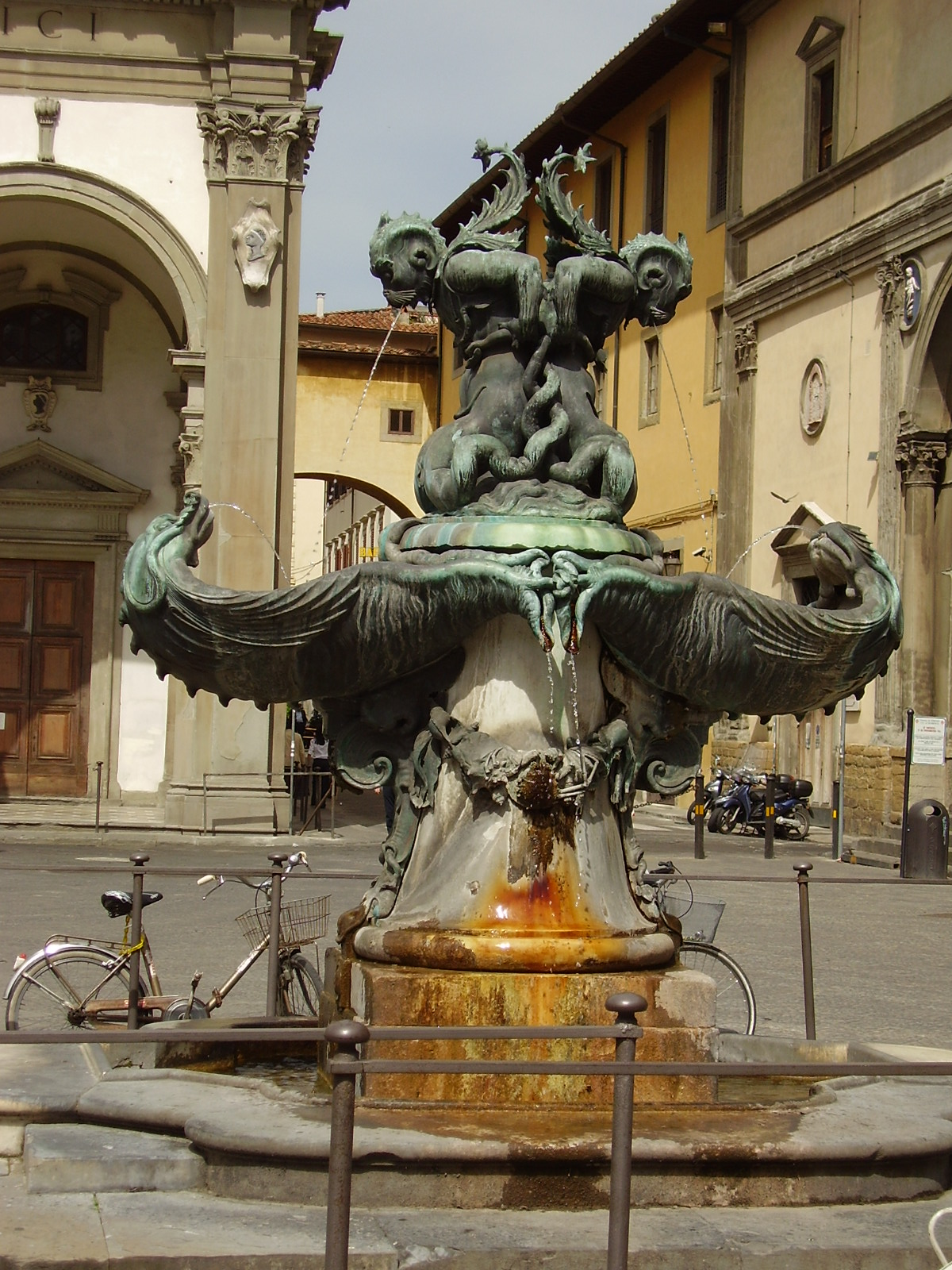
Фонтан на площади Сантиссима Аннунциата во Флоренции. 1629
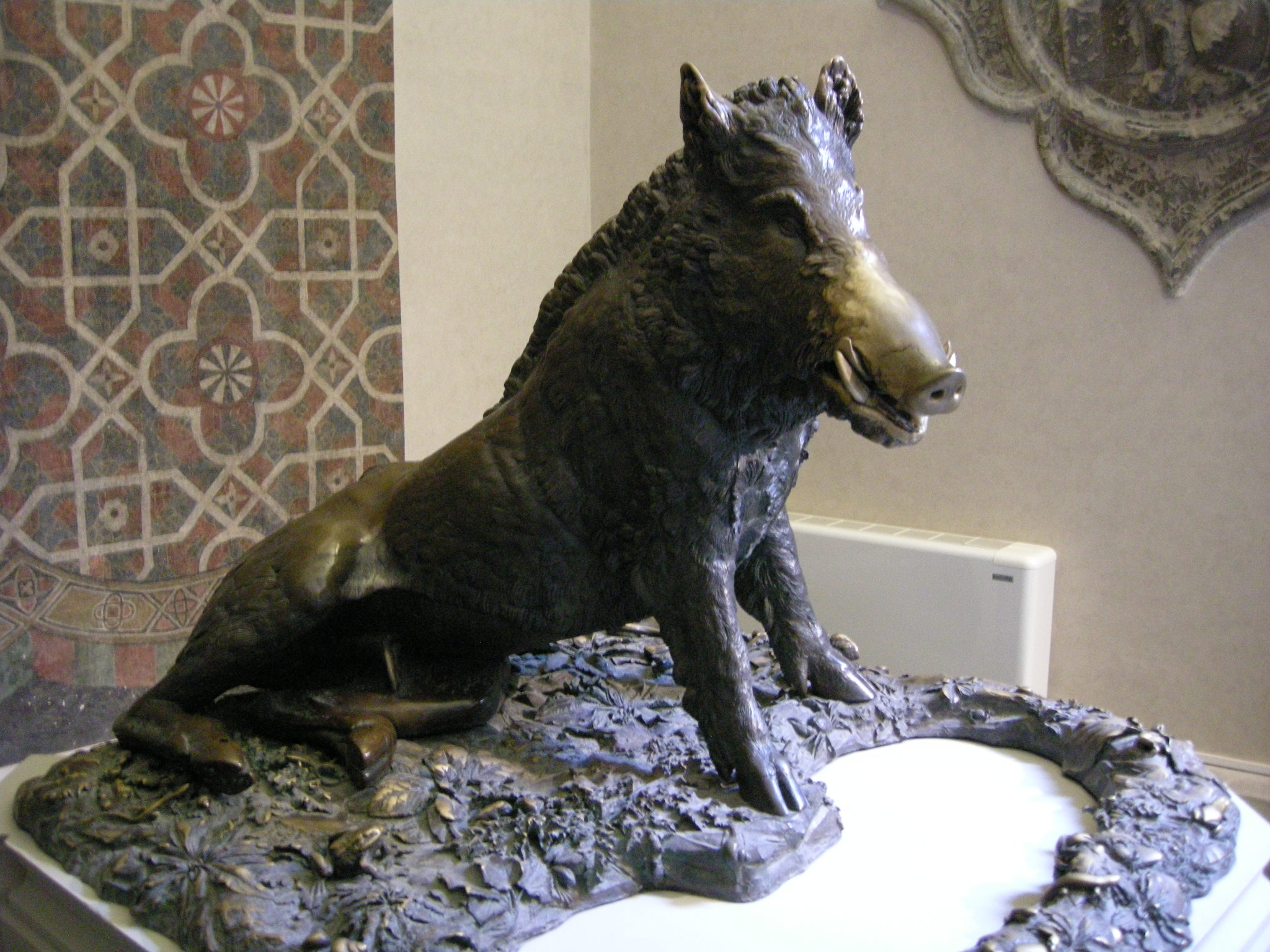
Скульптура "Порчеллино". Музей Бардини, Флоренция